# Syrphoctonus megaspis
Syrphoctonus megaspis är en stekelart som först beskrevs av Thomson 1890.  Syrphoctonus megaspis ingår i släktet Syrphoctonus och familjen brokparasitsteklar. Arten är reproducerande i Sverige. Utöver nominatformen finns också underarten S. m. rufipleuris.